# 반다이 남코 스튜디오
주식회사 반다이 남코 스튜디오는 도쿄도 고토구에 위치한 일본의 비디오 게임 개발사이다. 반다이 남코 홀딩스의 자회사인 반다이 남코 엔터테인먼트의 자회사이다. 반다이 남코 스튜디오는 모회사와 게이레쓰 관계로, 반다이 남코 스튜디오가 아케이드 기판, 모바일, 가정용 및 휴대용 게임기로 비디오 게임을 제작하고, 반다이 남코 엔터테인먼트가 해당 제품들의 관리, 홍보 및 배급을 담당하는 식으로 분담한다.
반다이 남코 스튜디오는 본래 2012년 4월 배급사 반다이 남코 게임스의 부기업으로서 탄생했다. 초창기 사명은 '남코 반다이 스튜디오'였으며, 모기업의 구조조정과 더불어 개발기간을 줄이고 생산성을 늘리기 위해 세운 기업이었다. 해당 회사는 남코 반다이 게임스로부터 약 1,000명 가량의 직원과 지금은 폐쇄한 남코 테일즈 스튜디오 개발부서로부터 80명의 직원을 흡수했다. 2013년, 사업 확장을 위해 싱가포르와 밴쿠버에 지사를 세웠으나, 밴쿠퍼 지사는 2018년 문을 닫았다. 2016년에는 말레이시아 지사를 설립했다.
반다이 남코 스튜디오는 《철권》, 《팩맨》, 《아이돌마스터》, 《소울칼리버》, 《테일즈 오브 시리즈》, 《에이스 컴뱃》 등 상업적 성공을 거둔 수많은 비디오 게임 프랜차이즈들에 참가했으며, 《갓 이터》와 《스칼렛 스트링스》같은 독자적인 지적 자산도 제작했다. 그 외에 닌텐도와 협력해 《슈퍼 스매시브라더스》, 《New 포켓몬 스냅》 등의 작품들 개발에 기여했다.

## 역사

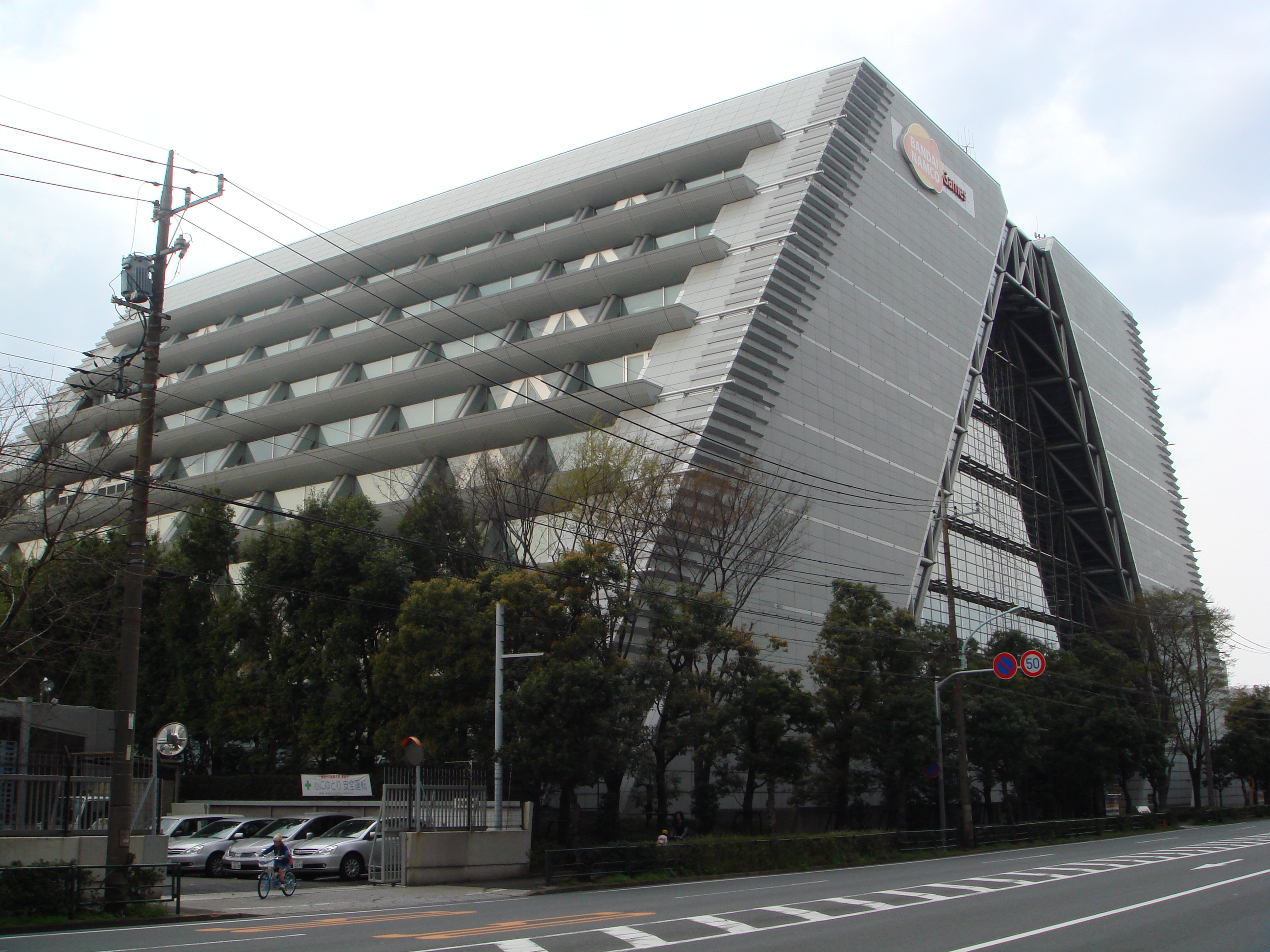
2012년부터 2015년까지 도쿄 시나가와구에서 영업한 반다이 남코 스튜디오 본사. 반다이 남코 게임스와 반다이 남코 홀딩스와 건물을 공유했다

2006년 3월 31일에 설립된 반다이 남코 게임스는 남코와 반다이의 비디오 게임 사업부를 하나의 회사로 합병한 연합체였다.

## 게임 목록
| 연도 | 제목                                           | 플랫폼                                                                                      | 배급사                                 | Ref.          |
| ---- | ---------------------------------------------- | ------------------------------------------------------------------------------------------- | -------------------------------------- | ------------- |
| 2013 | 테일즈 오브 하츠 R                             | 플레이스테이션 비타                                                                         | 반다이 남코 게임스                     | [ 3 ]         |
| 2013 | Wii 스포츠 클럽                                | Wii U                                                                                       | 닌텐도                                 | [ 4 ]         |
| 2013 | 드리프트 스피리츠                              | iOS                                                                                         | 반다이 남코 게임스                     | [ 5 ]         |
| 2013 | 아이돌마스터 밀리언 라이브!                    | 안드로이드, iOS, 마이크로소프트 윈도우                                                      | 반다이 남코 게임스                     |               |
| 2014 | 슈퍼 스매시브라더스 for 닌텐도 3DS/Wii U       | 닌텐도 3DS, Wii U                                                                           | 닌텐도                                 | [ 6 ]         |
| 2014 | 아이돌마스터 원 포 올                          | 플레이스테이션 3                                                                            | 반다이 남코 게임스                     |               |
| 2015 | 철권 7                                         | 아케이드, 마이크로소프트 윈도우, 플레이스테이션 4, 엑스박스 원                              | 반다이 남코 엔터테인먼트               | [ 7 ]         |
| 2015 | 팩맨 256                                       | 안드로이드, iOS, 마이크로소프트 윈도우, 플레이스테이션 4, 엑스박스 원                       | 반다이 남코 엔터테인먼트               | [ 8 ]         |
| 2015 | 아이돌마스터 신데렐라 걸즈 스타라이트 스테이지 | iOS                                                                                         | 반다이 남코 엔터테인먼트               |               |
| 2015 | 갤러가: 철권 20th 애니버서리 에디션            | 안드로이드, iOS                                                                             | 반다이 남코 엔터테인먼트               | [ 9 ]         |
| 2015 | 아이돌마스터 머스트 송즈                       | 플레이스테이션 비타                                                                         | 반다이 남코 엔터테인먼트               |               |
| 2015 | 테일즈 오브 제스티리아                         | 마이크로소프트 윈도우, 플레이스테이션 3, 플레이스테이션 4                                   | 반다이 남코 엔터테인먼트               | [ 10 ]        |
| 2015 | 팩맨 바운스                                    | 안드로이드, iOS                                                                             | 반다이 남코 엔터테인먼트               | [ 8 ]         |
| 2015 | 폭권: POKKÉN TOURNAMENT                        | 아케이드, 닌텐도 스위치, Wii U                                                              | 반다이 남코 엔터테인먼트 포켓몬 컴퍼니 | [ 11 ] [ 12 ] |
| 2016 | 테일즈 오브 베르세리아                         | 마이크로소프트 윈도우, 플레이스테이션 3, 플레이스테이션 4                                   | 반다이 남코 엔터테인먼트               | [ 13 ]        |
| 2016 | 아이돌마스터 플래티넘 스타즈                   | 플레이스테이션 4                                                                            | 반다이 남코 엔터테인먼트               |               |
| 2016 | 팩맨 챔피언십 에디션 2                         | 마이크로소프트 윈도우, 닌텐도 스위치, 플레이스테이션 4, 엑스박스 원                         | 반다이 남코 엔터테인먼트               | [ 14 ]        |
| 2016 | 괴혼 탭탭                                      | 안드로이드, iOS                                                                             | 반다이 남코 엔터테인먼트               | [ 8 ]         |
| 2016 | 아케이드 게임 시리즈                           | 마이크로소프트 윈도우, 플레이스테이션 4, 엑스박스 원                                        | 반다이 남코 엔터테인먼트               | [ 15 ]        |
| 2016 | 서머 레슨                                      | 플레이스테이션 4                                                                            | 반다이 남코 엔터테인먼트               | [ 16 ]        |
| 2017 | 남코 뮤지엄                                    | 닌텐도 스위치                                                                               | 반다이 남코 엔터테인먼트               | [ 17 ]        |
| 2017 | 나루토×보루토 닌자 볼테이지                    | 안드로이드, iOS                                                                             | 반다이 남코 엔터테인먼트               | [ 18 ]        |
| 2017 | 마리오 스포츠 슈퍼스타즈                       | 닌텐도 3DS                                                                                  | 닌텐도                                 | [ 19 ]        |
| 2017 | 마리오 카트 아케이드 GP VR                     | 아케이드                                                                                    | 반다이 남코 엔터테인먼트               | [ 20 ]        |
| 2017 | 아이돌마스터 밀리언 라이브! 시어터 데이즈      | 안드로이드, iOS                                                                             | 반다이 남코 엔터테인먼트               |               |
| 2017 | 아이돌마스터 스텔라 스테이지                   | 플레이스테이션 4                                                                            | 반다이 남코 엔터테인먼트               |               |
| 2018 | 고 베케이션                                    | 닌텐도 스위치                                                                               | 반다이 남코 엔터테인먼트               | [ 21 ]        |
| 2018 | 소울칼리버 VI                                  | 마이크로소프트, 플레이스테이션 4, 엑스박스 원                                               | 반다이 남코 엔터테인먼트               | [ 22 ]        |
| 2018 | 일망타진! 모스키토 파친 대작전                 | 아케이드                                                                                    | 반다이 남코 어뮤즈먼트                 | [ 23 ]        |
| 2018 | 팩 인 타운                                     | 아케이드                                                                                    | 반다이 남코 어뮤즈먼트                 | [ 23 ]        |
| 2018 | 아이돌마스터 샤이니 컬러즈                     | 안드로이드, iOS, 마이크로소프트 윈도우                                                      | 반다이 남코 어뮤즈먼트                 |               |
| 2018 | 철권 모바일                                    | 안드로이드, iOS                                                                             | 반다이 남코 엔터테인먼트               | [ 8 ]         |
| 2018 | 갤러가 피버                                    | 아케이드                                                                                    | 반다이 남코 어뮤즈먼트                 | [ 24 ]        |
| 2018 | 태고의 달인 Nintendo Switch 버~전!             | 닌텐도 스위치                                                                               | 반다이 남코 엔터테인먼트               | [ 25 ]        |
| 2018 | 태고의 달인 모두 함께 쿵딱쿵!                  | 플레이스테이션 4                                                                            | 반다이 남코 엔터테인먼트               | [ 26 ]        |
| 2018 | 슈퍼 스매시브라더스 얼티밋                     | 닌텐도 스위치                                                                               | 닌텐도                                 | [ 19 ]        |
| 2019 | 에이스 컴뱃 7: 스카이즈 언노운                 | 마이크로소프트, 플레이스테이션 4, 엑스박스 원                                               | 반다이 남코 엔터테인먼트               | [ 27 ]        |
| 2019 | 갓 이터 3                                      | 닌텐도 스위치                                                                               | 반다이 남코 엔터테인먼트               | [ 28 ]        |
| 2019 | 코드 베인                                      | 마이크로소프트, 플레이스테이션 4, 엑스박스 원                                               | 반다이 남코 엔터테인먼트               | [ 29 ]        |
| 2020 | 기동전사 건담 익스트림 버서스 맥시 부스트 온   | 플레이스테이션 4                                                                            | 반다이 남코 엔터테인먼트               | [ 30 ]        |
| 2020 | 태고의 달인 쿵딱! 두 가지 RPG 대모험           | 닌텐도 스위치                                                                               | 반다이 남코 엔터테인먼트               |               |
| 2021 | New 포켓몬 스냅                                | 닌텐도 스위치                                                                               | 포켓몬 컴퍼니 닌텐도                   |               |
| 2021 | 스칼렛 스트링스                                | 마이크로소프트 윈도우, 플레이스테이션 4, 플레이스테이션 5, 엑스박스 원, 엑스박스 시리즈 X/S | 반다이 남코 엔터테인먼트               | [ 31 ]        |
| 2021 | 테일즈 오브 어라이즈                           | 마이크로소프트 윈도우, 플레이스테이션 4, 플레이스테이션 5, 엑스박스 원, 엑스박스 시리즈 X/S | 반다이 남코 엔터테인먼트               |               |
| 2021 | 아이돌마스터 스탈릿 시즌                       | 마이크로소프트, 플레이스테이션 4                                                            | 반다이 남코 엔터테인먼트               |               |

## 참조

### 내용주
1. ↑  일본어: 株式会社バンダイナムコスタジオ, 영어: Bandai Namco Studios Inc.